# 586 Thekla
586 Thekla è un asteroide della fascia principale del diametro medio di circa 82,37 km. Scoperto nel 1906, presenta un'orbita caratterizzata da un semiasse maggiore pari a 3,0412294 UA e da un'eccentricità di 0,0629773, inclinata di 1,62282° rispetto all'eclittica.
Il suo nome è in onore di santa Tecla di Iconio, considerata discepola di Paolo.